# Droeloe
Droeloe (estilizado em caixa alta) é um projeto musical neerlandês de música eletrônica. Foi inicialmente uma dupla musical, formada por Vincent Rooijers e Hein Hamers. Seu single Backbone foi lançado em 26 de janeiro de 2018 e foi bem recebido pelos críticos. Hamers moveu-se para outros projetos em 21 de outubro de 2020, deixando Rooijers como o único integrante.

## Carreira
Vincent Rooijers e Hein Hamers se conheceram na Escola de Artes de Utrecht por volta de 2014. Rooijers estudava música e composição, enquanto Hamers estudava artes visuais. Eles trabalhavam em projetos de arte na escola e, nas horas extras, faziam música. O projeto começou como uma piada; Hein afirmou que "nós estávamos apenas brincando. Isso meio que ficou muito sério muito rapidamente, então..." Rooijers explicou que o nome "Droeloe" também é uma piada, e que "meio que significa estar bêbado ou exaltado de certa forma, mas também significa realmente uma merda, então a melhor maneira de traduzi-la seria ficar com uma cara de merda, eu acho". Eles citaram que suas inspirações incluem Hybris, Culprate, Clark, Camo and Krooked, Noisia, Still Woozy, Anderson Paak, Sufjan Stevens, Bibio e Avishai Cohen.
No dia 5 de julho de 2017, o álbum de trilha sonora Rocket League x Monstercat Vol. 1 foi lançado, e uma de sua canções, "Collisions", foi incluída. Em agosto, a Apple publicou um anúncio para o Apple Watch que continha a canção "Jump" de Droeloe com participação especial de Nevve.
No dia 21 de outubro de 2020, Hamers e Rooijers anunciaram que estariam se separando da dupla; o primeiro não faz parte do projeto desde então. No entanto, Rooijers continua produzindo e lançando músicas sob o pseudônimo desde então.